# Hyblerita
La hyblerita és un mineral de la classe dels sulfats.

## Característiques
La hyblerita és un sulfat de fórmula química Pb₄Bi₂(SO₄)₂(CO₃)O₄. Va ser aprovada com a espècie vàlida per l'Associació Mineralògica Internacional en el mes d’octubre de l'any 2024, i encara resta pendent de publicació. Cristal·litza en el sistema ortoròmbic.
Segons la classificació de Nickel-Strunz pertany a «07.B - Sulfats (selenats, etc.) amb anions addicionals, sense H₂O, amb cations grans només» juntament amb altres minerals com la sulfohalita o la caracolita, entre d'altres. L'exemplar que va servir per a determinar l'espècie, el que es coneix com a material tipus, es troba conservat a les col·leccions del Museu Mineralògic Fersmann, de l'Acadèmia de Ciències de Rússia, a Moscou (Rússia), amb el número de registre: 6153/1.

## Formació i jaciments
Va ser descoberta a la mina Clara, situada a la localitat d'Oberwolfach, a la regió de Friburg (Baden-Württemberg, Alemanya). Aquesta mina alemanya és l'únic indret de tot el planeta on ha estat descrita aquesta espècie mineral.